# ویلیام رمزی
سِر ویلیام رمزی (به انگلیسی: Sir William Ramsay) (زادهٔ ۲ اکتبر ۱۸۵۲ گلاسگو - ۲۳ ژوئیه ۱۹۱۶ های وایکوم، باکس) شیمی‌دان اسکاتلندی و برنده نوبل شیمی ۱۹۰۴ است. وی کاشف نئون، آرگون، زنون، هلیوم و کریپتون است. به‌جز رادون، همه گازهای بی اثر(گاز نجیب) را او کشف کرد.